# Hôtel Lagonidec
L’hôtel Lagonidec est un édifice historique de la commune de Rennes, dans le département d’Ille-et-Vilaine en région Bretagne.

## Localisation
Il se trouve au centre du département et dans le centre-ville historique de Rennes, au numéro 1 de la rue de la Psalette. Il est situé entre la rue du Griffon et la cathédrale de Rennes.

## Historique

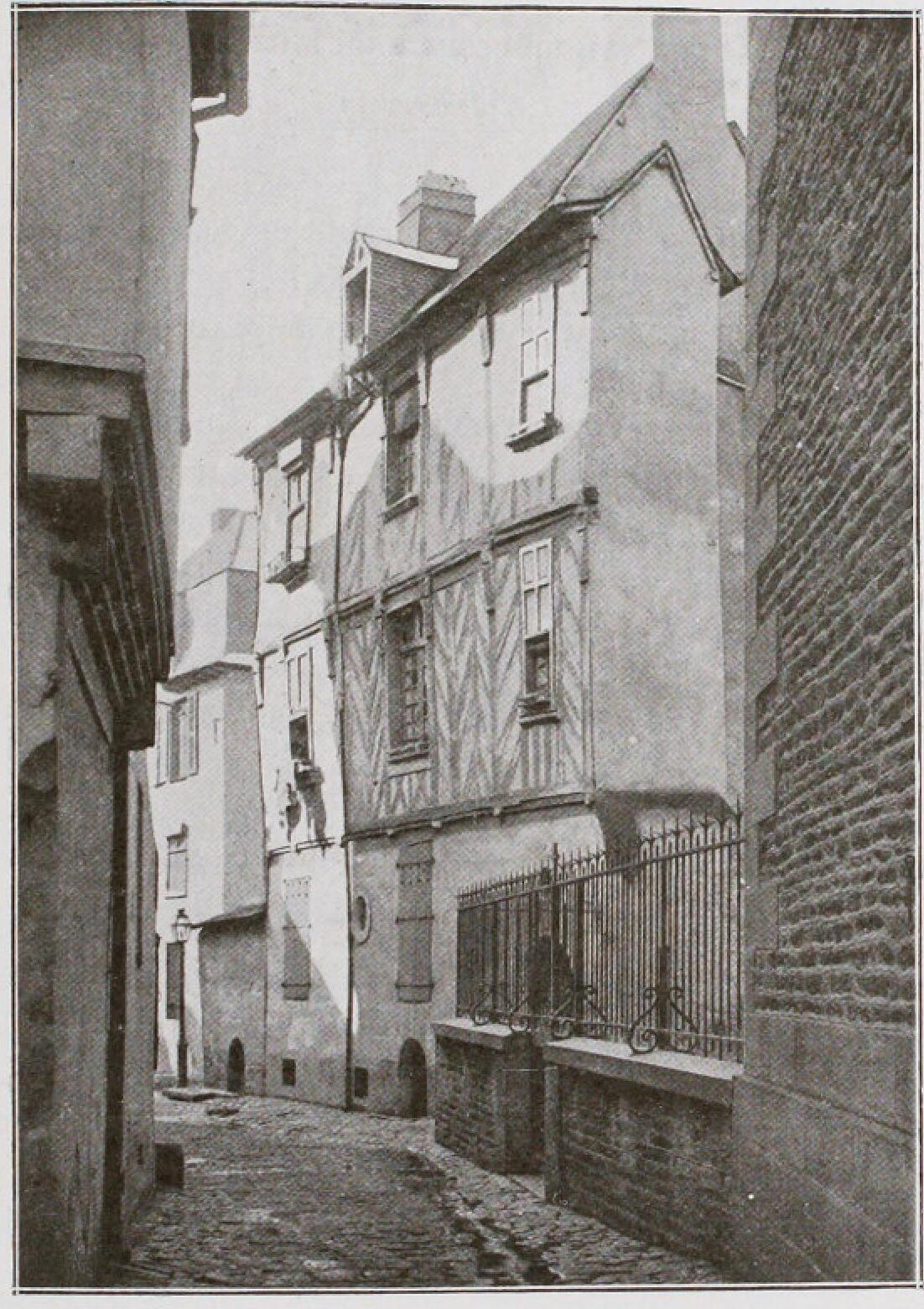
Vue dans Le Vieux Rennes, 1926.

L’hôtel particulier date de 1609. C'est une ancienne maison prébendale.
Il est inscrit au titre des monuments historiques depuis le 15 décembre 1926,.

## Architecture

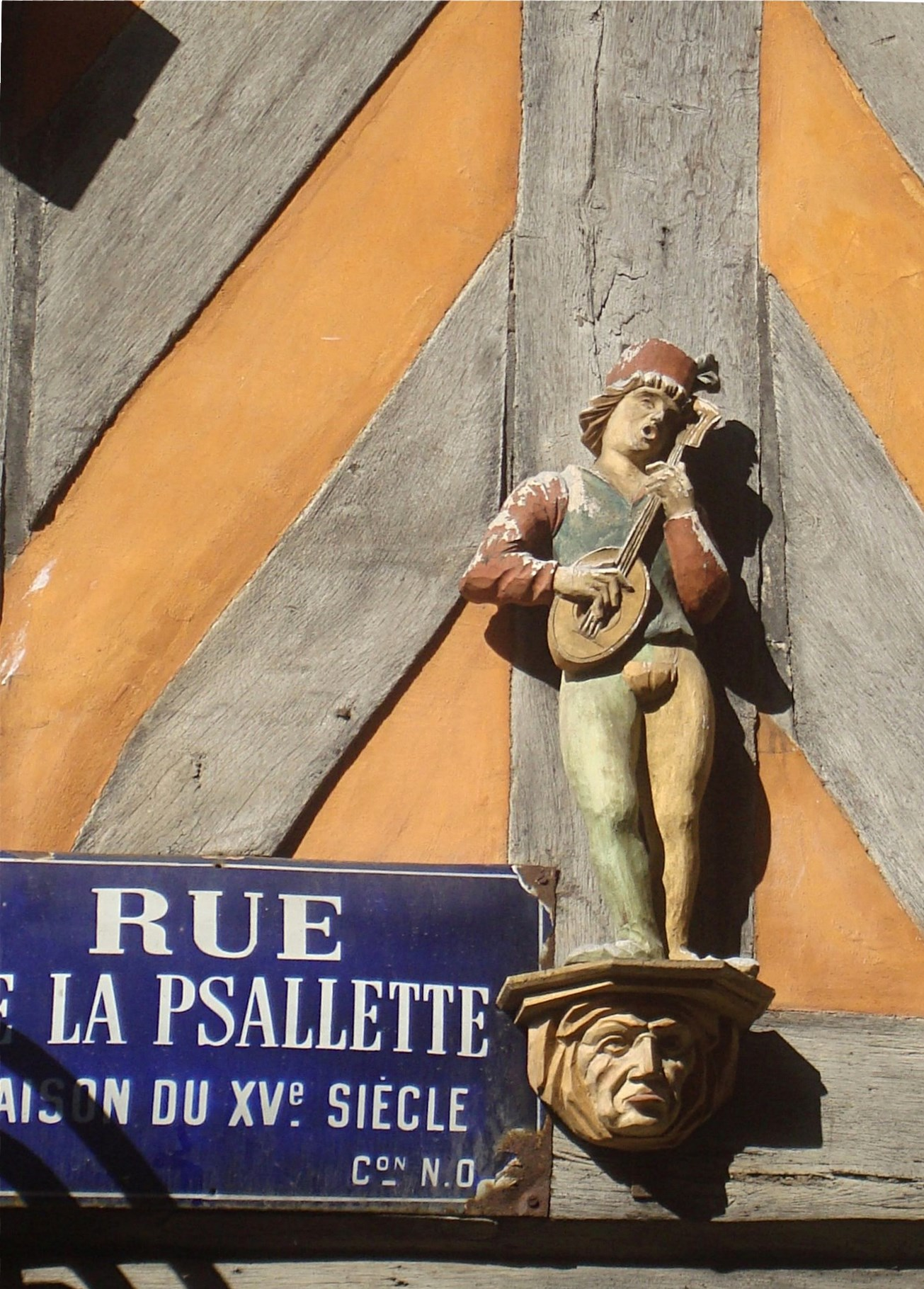
Statuette de troubadour.
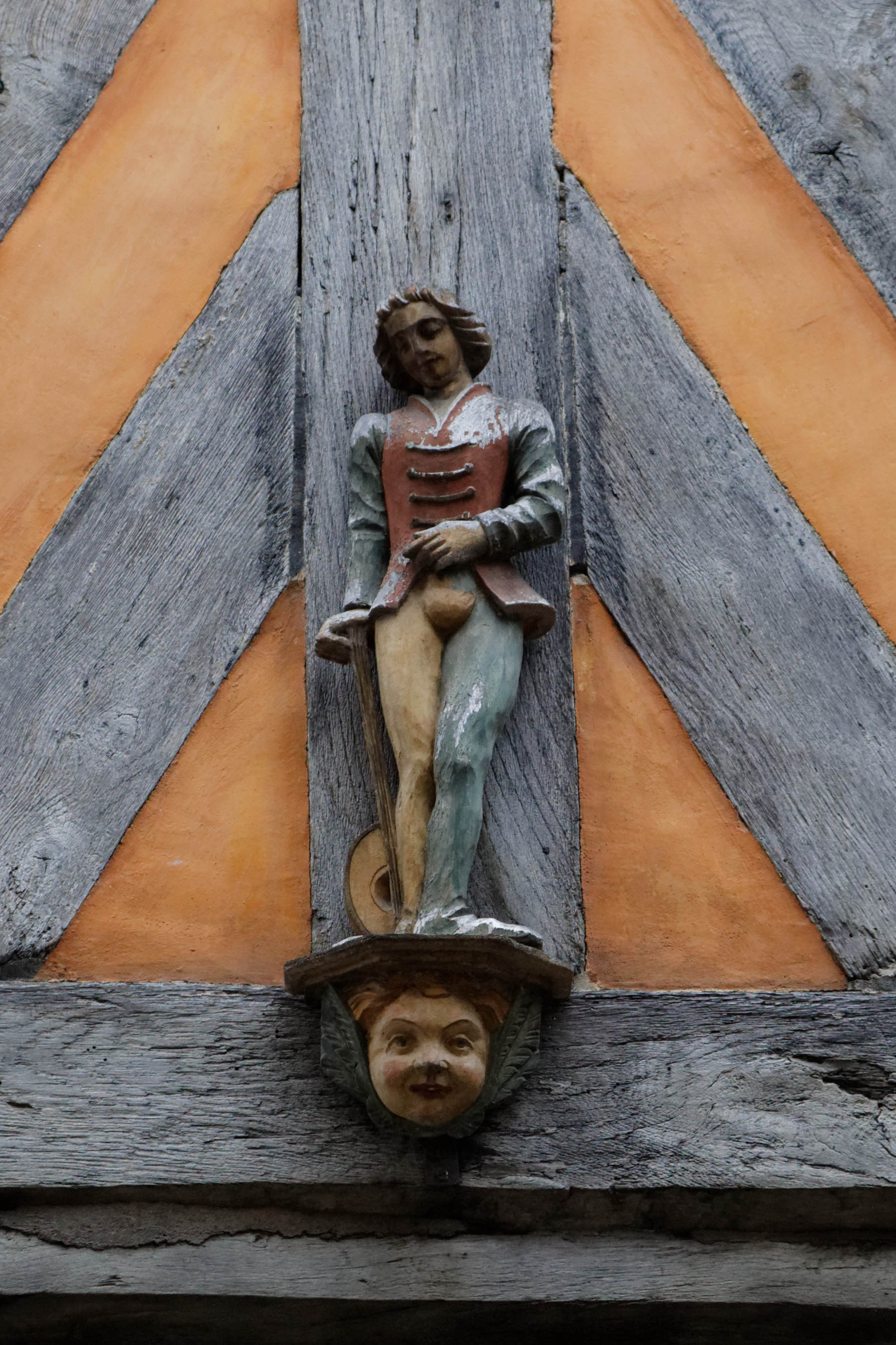
Statuette de troubadour.